# كيفن براون (لاعب كرة قدم أمريكية)
كيفن براون (بالإنجليزية: Kevin Brown)‏ هو لاعب كرة قدم أمريكية أمريكي، ولد في 8 يوليو 1985 في لوس أنجلوس في الولايات المتحدة.